# Adetus cacapira
Adetus cacapira là một loài bọ cánh cứng trong họ Cerambycidae.